# Rue de Gravelle
La rue de Gravelle est une rue du 12e arrondissement de Paris.

## Situation et accès
La rue de Gravelle est desservie par les lignes 6 et 8 du métro de Paris aux stations Daumesnil, Michel Bizot, Porte Dorée et Porte de Charenton, ainsi que par la ligne 3a du tramway d'Île-de-France.

## Origine du nom
Elle tient son nom du voisinage du plateau de Gravelle. 

## Historique
La voie est ouverte sous sa dénomination actuelle en 1909. Elle est classée dans la voirie parisienne par un arrêté du 25 avril 1932.
En 2025, la rue est transformée en rue aux écoles et rue vergère à la suite de la consultation « embellir votre quartier » de 2024. 21 arbres fruitiers sont plantés sur 370 m² de bandes plantées.